# 21530 Despiau
21530 Despiau (tên chỉ định: 1998 MB38) là một tiểu hành tinh vành đai chính. Nó được khám phá thông qua Chương trình nghiên cứu đối tượng gần Trái Đất của đài thiên văn Lowell ở Anderson Mesa Station ở Coconino County, Arizona, ngày 26 tháng 6 năm 1998. Nó được đặt theo tên Norberto Despiau, a technician và telescope operator ở Arecibo Observatory.